# Плохое сердце Бастера
«Плохое сердце Бастера» (англ. Buster’s Mal Heart) — мистический фильм 2016 года написанный и снятый сценаристом и режиссёром Сарой Адиной Смит. В ролях Рами Малек, Ди Джей Коуллс, Кейт Лин Шейл и другие.
Мировая премьера состоялась на международном фестивале в Торонто 11 сентября 2016 года. Кинокомпания Well Go USA выпустила кинокартину в прокат 28 апреля 2017 года.

## Сюжет
Бастер когда-то был Джоном, трудолюбивым мужем и отцом, чья работа в ночную смену консьержем в отеле сказалась на его психике, и, следовательно, его браке с чувствительной Марти — до тех пор, пока случайная встреча с одержимым заговором бродягой Брауном не изменила ход их жизни навсегда. По мере того как одинокий Бастер дрейфует от дома к дому, ускользая от местного шерифа на каждом шагу, зритель постепенно складывает воедино события, которые сломали жизнь главного героя и оставили его одного на вершине снежной горы или, возможно, в маленькой лодке посреди огромного океана.

## В ролях
- Рами Малек — Джон Куэйатл, консьерж отеля, ставший горцем и получивший прозвище Бастер
- Ди-джей Кволлс — Браун, компьютерный инженер
- Кейт Лин Шейл — Марти Куэйатл, жена Джона
- Сукха Белль Поттер — Рокси Куэйатл, дочь Джона и Марти
- Лин Шей — Полин, мать Марти
- Тоби Хасс — заместитель Уинстона
- Марк Келли — Оскар Куэйатл, отец Джона
- Тереза Йенке — Аделита Куэйатл, мать Джона
- Брюс Банди — рейнджера Мэг
- Джаред Ларсон — Дейла
- Сандра Эллис — Миссис Бауэри
- Николас Прайор — Мистер Бауэри
- Лили Гладстоун — Келли, консьержка утренней смены в отеле
- Сандра Сикат — экстрасенс с публичным доступом
- Росс Партридж — экстрасенс по телефону

## Производство
Сняв свой первый полнометражный фильм «Полночное плавание», Смит поняла, что хочет создать историю о человеке и горе. Она написала сценарий в объединении сценаристов в Нантакете, штат Массачусетс. Это был нетрадиционный сценарий, который сочетал иллюстрации с описаниями сцен, так что он почти читался как рассказ.
Хотя найти финансирование для такого необычного сценария оказалось на удивление легко, самой большой проблемой было найти кого-то на главную роль. Первоначально планируя взять латиноамериканского актёра из-за двуязычного характера главного героя Джона, Смит расширила поиск, чтобы ускорить процесс кастинга, в конечном итоге решив выбрать Рами Малека, которого она видела в «Короткий срок 12» и «Тихий океан». Гадание на картах Таро подтвердило её выбор.
«Плохое сердце Бастера» было снято рядом с Национальным парком Глейшер и в Калиспелле, штат Монтана, а также на берегу океана в открытой воде. Первоначально Смит планировала снимать в своем родном штате Колорадо, но в конце концов решила снимать в Монтане из-за уникального и драматичного пейзажа. Фильм был снят за 18 дней.